# Arcade (sång)

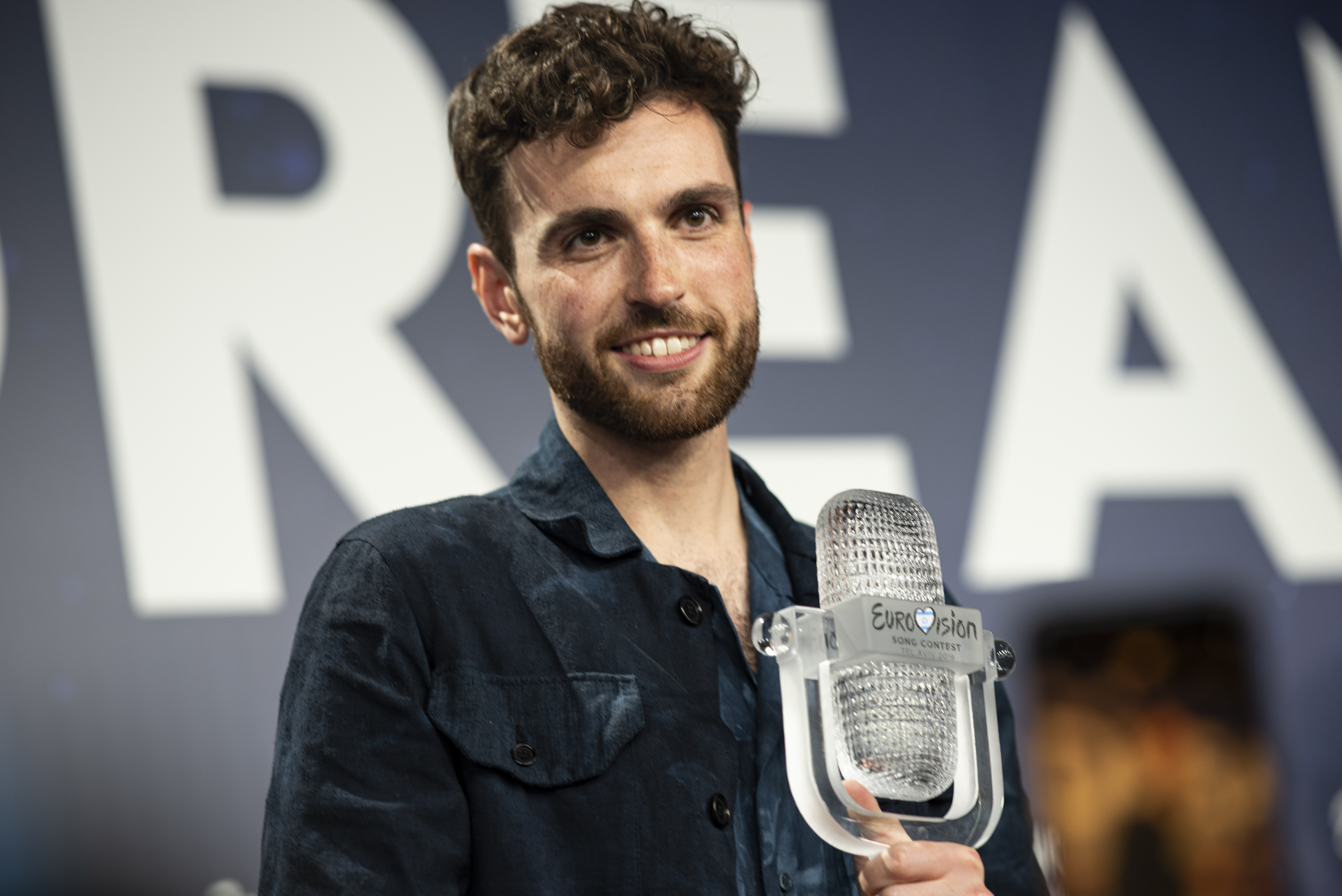
Duncan Laurence med Eurovision-pokalen.

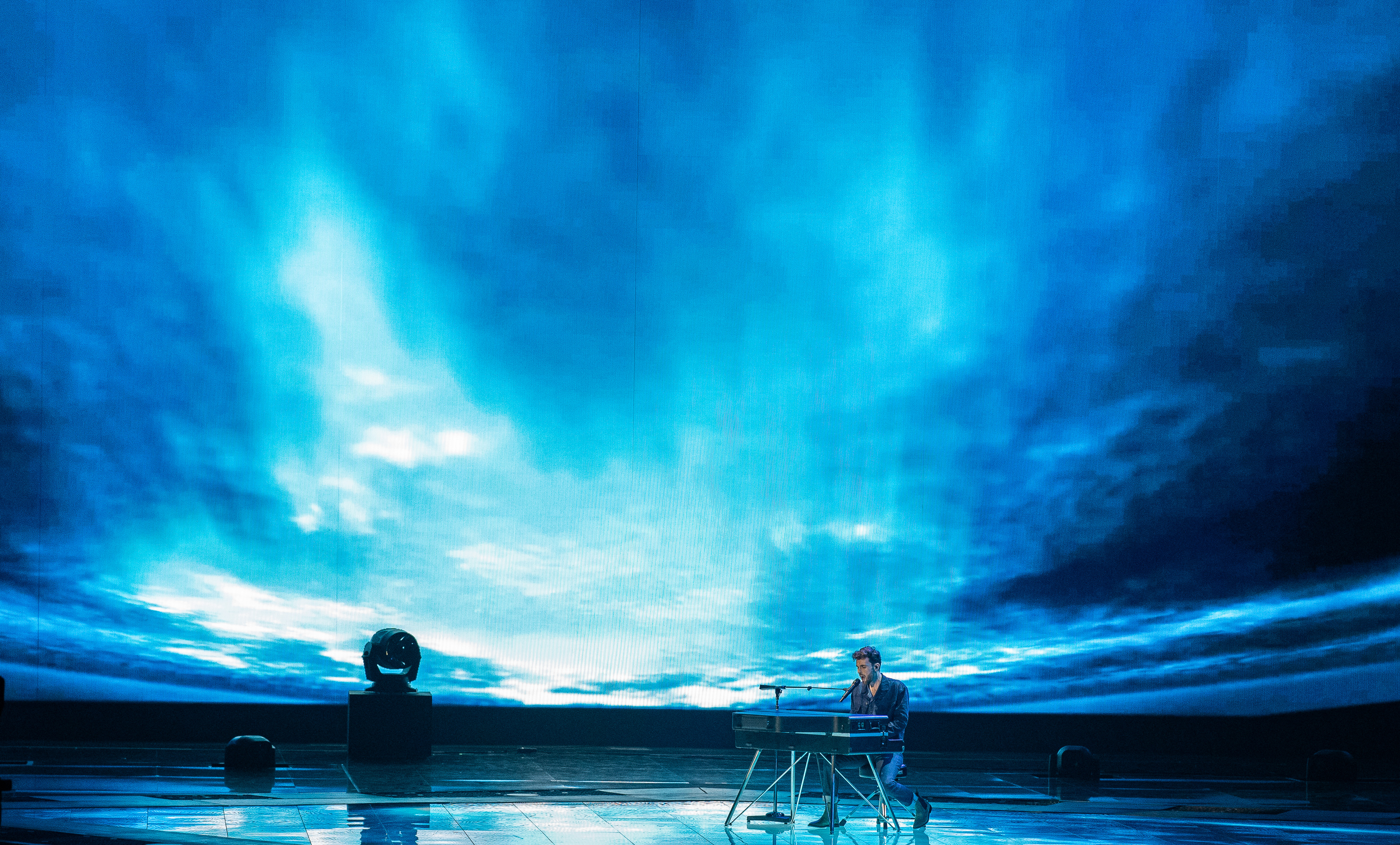
Duncan Laurence repeterar "Arcade" inför semifinal 2 i Eurovision Song Contest.

"Arcade" är en poplåt från 2019 framförd av Duncan Laurence och skriven av Duncan Laurence, Joel Sjöö och Wouter Hardy. Den var Nederländernas bidrag i Eurovision Song Contest 2019 och vann tävlingen den 18 maj.

## Bakgrund
Bidraget var inför tävlingen storfavorit till att ta hem segern. Den svenska låtskrivaren Joel Sjöö har berättat att låten kom till våren 2016 i Tilburg under två dagar, och att producenten Wouter Hardy kom in senare i processen för att tillsammans med Laurence ta fram en mängd olika versioner av låten innan de landade i slutversionen. Duncan Laurence fick inspirationen till låten av en närstående vars kärlek gick bort i ung ålder. Han har beskrivit "Arcade" som en berättelse om sökandet efter den stora kärleken:
"Arcade is a story about the search for the love of your life. It is the hope for the – sometimes – unattainable."

## Liveframträdande 2017
Ett inspelat liveframträdande av låten fanns tillgängligt via ett YouTube-klipp redan den 9 juni 2017. Enligt tävlingsreglerna för Eurovision Song Contest 2019 ska en låt diskvalificeras om den antingen släppts kommersiellt före den första september 2018 eller om den annars offentliggjorts på ett sätt som gett bidraget en otillbörlig fördel i tävlingen. Det aktuella videoklippet hade emellertid endast omkring 500 visningar i slutet av april 2019. EBU gjorde en utredning, och meddelade därefter att låten skulle tillåtas tävla.